# Министерство на развитието, индустрията, търговията и услугите (Бразилия)
Министерство на развитието, индустрията, търговията и услугите (на португалски: Ministério do Desenvolvimento, Indústria, Comércio e Serviços) е орган на Федералното правителство на Бразилия, който в продължение на повече формулира, осъществява и оценява обществените политики за насърчаване конкурентоспособността, търговията, инвестициите и иновациите в предприятията и благосъстоянието на потребителите.
Министерството съществува от 1 януари 1999 г., когато е създадено Министерство на развитието, индустрията и търговията. Същинското начало на министерството е поставено през 1960 г., когато от дотогавашното Министерство на труда, индустрията и търговията се отделя Министерство на индустрията и търговията. През 1989 г. министерството е реорганизирано в Министерство на индустриалното развитие, науката и технологиите, Министерството на индустриалното развитие и търговията (1990) и Министерство на индустрията, търговията и туризма (1992). На 1 януари 1999 г. е създадено Министерството на развитието, индустрията и търговията, което през юли 1999 г. получава името Министерство на развитието, индустрията и външната търговия. На 12 май 2016 г. изпълняващият длъжността президент на Бразилия Мишел Темер променя името на министерството на Министерство на индустрията, външната търговия и услугите. След встъпването си в длъжност на 1 януари 2019 г. президентът Болсонаро слива Министертсвото на индуструята и външната търговия и още три предишни бразилски министерства - тези на финансите, на труда и на планирането - в новосъздаденото Министерство на икономиката. Тези негови намерения са обявени още на 30 октомври 2018 г.
През 2022 новоизбраният президент Лула да Силва обявява намерението си да раздроби Министерството на икономиката на отделни министерства, от които то е било създадено, между които е и предишното Министерство на индустрията, външната търговия и услугите. Така през 2023 г. президентски декрет възстановява предишното министерство под името Министерство на развитието, индустрията, търговията и услугите.

## Сфери на компетентност
Компетенциите на Министерството на развитието, индустрията и външната търговия се разпростират върху следните сфери:
1. разработване на политики за развитието на индустрията, търговията и сектора на услугите;
2. интелектуалната собственост и технологичния трансфер;
3. метрологията, стандартизацията и индустриалното качество;
4. изработване на политики, насочени към развитието на външната търговия;
5. регулиране и прилагане на програми и дейности, насочени към външната търговия;
6. прилагане на механизми за защита на търговията;
7. участие в международни преговори за търговски споразумения.

## Свързани органи
- Национален институт по метрология, качество и технология (Instituto Nacional de Metrologia, Qualidade e Tecnologia;— INMETRO);